# ديدييه يا كونان
ديديه يا كونان (بالفرنسية: Didier Ya Konan)‏ (مواليد 25 فبراير 1984 في أبيجان - ساحل العاج) لاعب كرة قدم عاجي يلعب حاليا لصالح نادي «الاتحاد السعودي» (الفريق الأول في جدة) ولعب في عدة اندية منها هانوفر الألماني عام 2009 والاتحاد السعودي عام 2014 يلعب في مركز الهجوم.

## روابط خارجية
- ديدييه يا كونان على موقع الاتحاد الدولي (مؤرشف)  (الإنجليزية)
- ديدييه يا كونان على موقع قاعدة بيانات كرة القدم.إي يو (الإنجليزية)
- ديدييه يا كونان على موقع بيانات كرة القدم. دي إي (الألمانية)
- ديدييه يا كونان على موقع ناشيونال فوتبول تيمز (الإنجليزية)
- ديدييه يا كونان على موقع Soccerway.com (الإنجليزية)
- ديدييه يا كونان على موقع عالم كرة القدم.نت (الإنجليزية)
- ديدييه يا كونان على موقع كووورة
- ديدييه يا كونان على موقع AS.com (الإسبانية)